# Казе Гротеле (Л'Аквила)
Казе Гротеле (итал. Case Grottelle) је насеље у Италији у округу Л'Аквила, региону Абруцо.
Према процени из 2011. у насељу је живело 28 становника. Насеље се налази на надморској висини од 790 м.